# Drusilla persica
Drusilla persica – gatunek chrząszcza z rodziny kusakowatych i podrodziny Aleocharinae.
Gatunek ten opisany został w 2005 roku przez Volkera Assinga.
Zbliżony morfologicznie do D. heydeni, D. bulbata i D. gracilis.
Chrząszcz palearktyczny, endemiczny dla Iranu, wykazany z Golestanu, Chorosanu i Mazandaranu.